# Linsidemore
Linsidemore (Schots-Gaelisch: Lianasaid Mhòr) is een dorp in de Schotse lieutenancy Sutherland in het raadsgebied Highland.